# غاستون براون
غاستون براون هو متزلج جماعي بلجيكي، (و. 1903 – 1990 م).

## وصلات خارجية
- غاستون براون على موقع أوليمبيديا (الإنجليزية)